# Paula Gonçalves
Paula Cristina de Araújo Gonçalves (nascida em 11 de agosto de 1990) é uma ex-tenista profissional brasileira.
Conquistou um título de duplas no circuito WTA, assim como sete de simples e 24 de duplas no circuito ITF. Em 15 de agosto de 2016, Paula atingiu o melhor ranking de simples: 158º. Em 29 de fevereiro de 2016, o melhor de duplas: 95º.
Em 2013, ela ganhou o troféu Fed Cup Heart Awards, se tornando a segunda brasileira a receber o prêmio. Como recompensa, ela recebeu um cheque simbólico no valor de US$ 1 mil (que ela doou para AACD), um bracelete com um pingente em formato de coração e um buquê de rosas.
Recebeu o premio por ter terminado de forma invicta a sua participação na Fed Cup, vencendo as cinco partidas pelo Brasil no Zonal Americano I. Ao todo, foram quatro vitórias em simples e uma em duplas atuando ao lado de Teliana Pereira.
Fez o último jogo de março de 2020, pelo ITF de Olímpia. Em junho de 2021, anunciou a aposentadoria. Passou a se dedicar em um projeto no tênis universitário norte-americano.

## Finais

### Circuito WTA

#### Duplas: 1 (1 título)
| Status                | V–D                   | Torneio                                | Categoria                | Parceira            | Adversárias                 | Resultado        |
| Data                  | Data                  | Cidade/país                            | Piso                     | Parceira            | Adversárias                 | Resultado        |
| --------------------- | --------------------- | -------------------------------------- | ------------------------ | ------------------- | --------------------------- | ---------------- |
| Campeã (1–0) Abr 2015 | Campeã (1–0) Abr 2015 | Claro Open Colsanitas Bogotá, Colômbia | WTA International saibro | Beatriz Haddad Maia | Irina Falconi Shelby Rogers | 6–3, 3–6, [10–6] |

### Circuito ITF

#### Simples: 14 (7 títulos, 7 vices)
| Status                | V–D                   | Cidade/país                 | Categoria     | Adversária           | Resultado      |
| Data                  | Data                  | Cidade/país                 | Piso          | Adversária           | Resultado      |
| --------------------- | --------------------- | --------------------------- | ------------- | -------------------- | -------------- |
| Vice (7–7) Jun 2019   | Vice (7–7) Jun 2019   | Tarvisio, Itália            | 25.000 saibro | Bianca Turati        | 3–6, 1–6       |
| Vice (7–6) Jun 2019   | Vice (7–6) Jun 2019   | Pádua, Itália               | 25.000 saibro | Martina Caregaro     | 4–6, 4–6       |
| Campeã (7–5) Ago 2018 | Campeã (7–5) Ago 2018 | Cuneo, Itália               | 15.000 saibro | Bianca Turati        | 6–4, 6–2       |
| Campeã (6–5) Abr 2017 | Campeã (6–5) Abr 2017 | Campinas, Brasil            | 15.000 saibro | Stephanie Petit      | 6–4, 6–4       |
| Vice (5–5) Dez 2016   | Vice (5–5) Dez 2016   | Santiago, Chile             | 25.000 saibro | Tamara Zidanšek      | 1–6, 4–6       |
| Campeã (5–4) Nov 2016 | Campeã (5–4) Nov 2016 | Santiago, Chile             | 10.000 saibro | Daniela Seguel       | 4–6, 4–4, ab.  |
| Vice (4–4) Out 2015   | Vice (4–4) Out 2015   | Florence, Estados Unidos    | 25.000 duro   | Grace Min            | 2–6, 6–4, 26–7 |
| Vice (4–3) Jun 2014   | Vice (4–3) Jun 2014   | Pádua, Itália               | 25.000 saibro | Louisa Chirico       | 2–6, 6–1, 36–7 |
| Vice (4–2) Abr 2014   | Vice (4–2) Abr 2014   | São José dos Campos, Brasil | 10.000 saibro | Gabriela Cé          | 1–1, ab.       |
| Campeã (4–1) Abr 2014 | Campeã (4–1) Abr 2014 | São José dos Campos, Brasil | 10.000 saibro | Maria Fernanda Alves | 6–2, 3–6, 6–2  |
| Campeã (3–1) Jul 2013 | Campeã (3–1) Jul 2013 | Campos do Jordão, Brasil    | 25.000 duro   | María Irigoyen       | 3–6, 7–5, 6–1  |
| Campeã (2–1) Dez 2012 | Campeã (2–1) Dez 2012 | Santiago, Chile             | 25.000 saibro | Julia Cohen          | 0–6, 6–3, 6–4  |
| Campeã (1–1) Out 2011 | Campeã (1–1) Out 2011 | São Paulo, Brasil           | 10.000 saibro | Bárbara Luz          | 6–2, 6–3       |
| Vice (0–1) Jun 2010   | Vice (0–1) Jun 2010   | Brasília, Brasil            | 10.000 saibro | Fernanda Faria       | 7–65, 3–6, 4–6 |

#### Duplas: 44 (24 títulos, 20 vices)
| Status                     | V–D                        | Cidade/país                   | Categoria         | Parceira                | Adversárias                                       | Resultado          |
| Data                       | Data                       | Cidade/país                   | Piso              | Parceira                | Adversárias                                       | Resultado          |
| -------------------------- | -------------------------- | ----------------------------- | ----------------- | ----------------------- | ------------------------------------------------- | ------------------ |
| Campeã (24–20) 20 jul 2019 | Campeã (24–20) 20 jul 2019 | Ímola, Itália                 | 25.000 carpete    | Nina Stadler            | Rasheeda McAdoo Sandra Samir                      | 6–4, 6–2           |
| Campeã (23–20) 29 jun 2019 | Campeã (23–20) 29 jun 2019 | Tarvisio, Itália              | 25.000 saibro     | Gabriela Cé             | Gloria Ceschi Rasheeda McAdoo                     | 6–2, 4–6, [10–3]   |
| Campeã (22–20) 8 jun 2019  | Campeã (22–20) 8 jun 2019  | Bréscia, Itália               | 60.000 saibro     | Andrea Gámiz            | Anastasia Grymalska Giorgia Marchetti             | 6–3, 4–6, [12–10]  |
| Campeã (21–20) 23 mar 2019 | Campeã (21–20) 23 mar 2019 | Curitiba, Brasil              | 25.000 saibro     | Luisa Stefani           | Ekaterine Gorgodze Daniela Seguel                 | 36–7, 7–60, [10–2] |
| Campeã (20–20) 16 mar 2019 | Campeã (20–20) 16 mar 2019 | São Paulo, Brasil             | 25.000 saibro     | Luisa Stefani           | Martina Di Giuseppe Thaisa Grana Pedretti         | 46–7, 7–60, [10–2] |
| Vice (19–20) 28 out 2017   | Vice (19–20) 28 out 2017   | Macon, Estados Unidos         | 80.000 duro       | Sanaz Marand            | Kaitlyn Christian Sabrina Santamaria              | 1–6, 0–6           |
| Campeã (19–19) 17 jul 2017 | Campeã (19–19) 17 jul 2017 | Ímola, Itália                 | 25.000 carpete    | Estrella Cabeza Candela | Eleni Kordolaimi Seone Mendez                     | 6–3, 1–6, [10–3]   |
| Campeã (18–19) 10 jul 2017 | Campeã (18–19) 10 jul 2017 | Turim, Itália                 | 25.000 saibro     | Estrella Cabeza Candela | Irene Burillo Escorihuela Yvonne Cavallé Reimers  | 5–7, 6–0, [10–8]   |
| Campeã (17–19) 18 jan 2016 | Campeã (17–19) 18 jan 2016 | Guarujá, Brasil               | 25.000 duro       | Beatriz Haddad Maia     | Laura Pigossi Jil Teichmann                       | 36–7, 7–5, [10–7]  |
| Vice (16–19) 31 out 2015   | Vice (16–19) 31 out 2015   | Macon, Estados Unidos         | 50.000 duro (c)   | Sanaz Marand            | Jan Abaza Viktorija Golubic                       | 36–7, 5–7          |
| Vice (16–18) 4 out 2015    | Vice (16–18) 4 out 2015    | Las Vegas, Estados Unidos     | 50.000 saibro     | Sanaz Marand            | Julia Boserup Nicole Gibbs                        | 3–6, 4–6           |
| Campeã (16–17) 27 set 2015 | Campeã (16–17) 27 set 2015 | Albuquerque, Estados Unidos   | 75.000 duro       | Sanaz Marand            | Tamira Paszek Anna Tatishvili                     | 4–6, 6–2, [10–3]   |
| Vice (15–17) 26 abr 2015   | Vice (15–17) 26 abr 2015   | Dothan, Estados Unidos        | 50.000 saibro     | Petra Krejsová          | Johanna Konta Maria Sanchez                       | 3–6, 4–6           |
| Campeã (15–17) 29 mar 2015 | Campeã (15–17) 29 mar 2015 | Innisbrook, Estados Unidos    | 25.000 saibro     | Petra Krejsová          | María Irigoyen Paula Ormaechea                    | 6–2, 6–4           |
| Vice (14–16) 28 fev 2015   | Vice (14–16) 28 fev 2015   | Campinas, Brasil              | 25.000 saibro     | Andrea Gámiz            | Pauline Parmentier Olivia Rogowska                | 5–7, 6–4, [8–10]   |
| Vice (14–15) 13 fev 2015   | Vice (14–15) 13 fev 2015   | São Paulo, Brasil             | 25.000 saibro     | Tatiana Búa             | Danka Kovinić Andreea Mitu                        | 2–6, 5–7           |
| Vice (14–14) 1 fev 2015    | Vice (14–14) 1 fev 2015    | Sunrise, Estados Unidos       | 25.000 saibro     | Beatriz Haddad Maia     | Katerina Stewart Anna Kalinskaya                  | 66–7, 7–5, [6–10]  |
| Campeã (14–14) 5 jul 2014  | Campeã (14–14) 5 jul 2014  | Denain, França                | 25.000 saibro     | Florencia Molinero      | Nicola Slater Karolina Wlodarczak                 | 7–63, 7–64         |
| Vice (13–13) 13 jun 2014   | Vice (13–13) 13 jun 2014   | Pádua, Itália                 | 25.000 saibro     | Florencia Molinero      | Gioia Barbieri Sofia Shapatava                    | 4–6, 6–0, [12–14]  |
| Campeã (13–12) 11 abr 2014 | Campeã (13–12) 11 abr 2014 | São José do Rio Preto, Brasil | 10.000 saibro     | Maria Fernanda Alves    | Carolina Alves Ingrid Gamarra Martins             | 6–2, 6–0           |
| Campeã (12–12) 4 abr 2014  | Campeã (12–12) 4 abr 2014  | São José dos Campos, Brasil   | 10.000 saibro     | Maria Fernanda Alves    | Gabriela Cé Eduarda Piai                          | 7–60, 7–5          |
| Vice (11–12) 16 fev 2014   | Vice (11–12) 16 fev 2014   | São Paulo, Brasil             | 25.000 saibro     | Mariana Duque           | Beatriz García Vidagany Dinah Pfizenmaier         | 86–7, 6–4, [8–10]  |
| Campeã (11–11) 21 dez 2013 | Campeã (11–11) 21 dez 2013 | Bertioga, Brasil              | 25.000 duro       | Laura Pigossi           | Verónica Cepede Royg María Irigoyen               | 2–6, 6–4, [10–7]   |
| Campeã (10–11) 13 dez 2013 | Campeã (10–11) 13 dez 2013 | Mata de São João, Brasil      | 25.000 saibro     | Laura Pigossi           | Montserrat González Carolina Zeballos             | 6–2, 6–2           |
| Campeã (9–11) 27 set 2013  | Campeã (9–11) 27 set 2013  | Sevilha, Espanha              | 25.000 saibro     | Florencia Molinero      | Cecilia Costa Melgar Gaia Sanesi                  | 6–3, 7–5           |
| Campeã (8–11) 20 jul 2013  | Campeã (8–11) 20 jul 2013  | Campos do Jordão, Brasil      | 25.000 duro       | María Irigoyen          | Maria Fernanda Alvarez Teran Maria Fernanda Alves | 7–5, 6–3           |
| Vice (7–11) 21 jun 2013    | Vice (7–11) 21 jun 2013    | Montpellier, França           | 25.000 saibro     | Inés Ferrer Suárez      | Irina Khromacheva Renata Voráčová                 | 1–6, 4–6           |
| Vice (7–10) 23 mar 2013    | Vice (7–10) 23 mar 2013    | Innisbrook, Estados Unidos    | 25.000 saibro     | María Irigoyen          | Ashleigh Barty Alizé Lim                          | 1–6, 3–6           |
| Vice (7–9) 30 nov 2012     | Vice (7–9) 30 nov 2012     | Santiago, Chile               | 25.000 saibro     | Roxane Vaisemberg       | Mailen Auroux María Irigoyen                      | 4–6, 2–6           |
| Campeã (7–8) 3 ago 2012    | Campeã (7–8) 3 ago 2012    | São Paulo, Brasil             | 10.000 saibro     | Roxane Vaisemberg       | Aranza Salut Carolina Zeballos                    | 6–2, 6–2           |
| Vice (6–8) 21 jul 2012     | Vice (6–8) 21 jul 2012     | Campos do Jordão, Brasil      | 25.000 duro       | Roxane Vaisemberg       | Monique Adamczak Maria Fernanda Alves             | 6–4, 3–6, [3–10]   |
| Campeã (6–7) 28 out 2011   | Campeã (6–7) 28 out 2011   | Goiânia, Brasil               | 10.000 saibro     | Beatriz Haddad Maia     | Flávia Dechandt Araújo Karina Venditti            | 6–4, 5–7, [12–10]  |
| Vice (5–7) 7 out 2011      | Vice (5–7) 7 out 2011      | São Paulo, Brasil             | 10.000 saibro     | Flávia Dechandt Araújo  | Maria Fernanda Alves Gabriela Cé                  | 2–6, 4–6           |
| Campeã (5–6) 22 jul 2011   | Campeã (5–6) 22 jul 2011   | Ribeirão Preto, Brasil        | 10.000 saibro     | Fernanda Faria          | Andrea Benítez Raquel Piltcher                    | 2–6, 6–2, [10–6]   |
| Campeã (4–6) 18 jun 2011   | Campeã (4–6) 18 jun 2011   | Montpellier, França           | 25.000 saibro     | Maryna Zanevska         | Mădălina Gojnea Inés Ferrer Suárez                | 6–4, 7–5           |
| Campeã (3–6) 26 nov 2010   | Campeã (3–6) 26 nov 2010   | Barueri, Brasil               | 10.000 saibro     | Fernanda Faria          | Maria Fernanda Alvarez Teran Aranza Salut         | 7–5, 4–6, [10–3]   |
| Vice (2–6) 7 ago 2010      | Vice (2–6) 7 ago 2010      | São Paulo, Brasil             | 10.000 saibro     | Fernanda Faria          | Monique Albuquerque Fernanda Hermenegildo         | 6–7, 4–6           |
| Campeã (2–5) 26 jul 2010   | Campeã (2–5) 26 jul 2010   | Campos do Jordão, Brasil      | 25.000 duro       | Fernanda Faria          | Monique Albuquerque Roxane Vaisemberg             | 6–3, 6–2           |
| Campeã (1–5) 11 jun 2010   | Campeã (1–5) 11 jun 2010   | Brasília, Brasil              | 10.000 saibro     | Fernanda Faria          | Gabriella Barbosa-Costa Silva Natalia Cheng       | 6–4, 6–4           |
| Vice (0–5) 5 jun 2010      | Vice (0–5) 5 jun 2010      | São Paulo, Brasil             | 10.000 saibro     | Fernanda Faria          | Ekaterina Shulaeva Roxane Vaisemberg              | 3–6, 3–6           |
| Vice (0–4) 27 mar 2010     | Vice (0–4) 27 mar 2010     | Gonesse, França               | 10.000 saibro (c) | Fernanda Faria          | Audrey Bergot Iryna Brémond                       | 3–3, 3–6           |
| Vice (0–3) 5 dez 2009      | Vice (0–3) 5 dez 2009      | Buenos Aires, Argentina       | 25.000 saibro     | Fernanda Faria          | Mailen Auroux Veronica Spiegel                    | 0–6, 0–6           |
| Vice (0–2) 1 ago 2009      | Vice (0–2) 1 ago 2009      | Campos do Jordão, Brasil      | 25.000 saibro     | Monique Albuquerque     | Larissa Carvalho Vivian Segnini                   | 6–3, 1–6, [7–10]   |
| Vice (0–1) 11 out 2008     | Vice (0–1) 11 out 2008     | Mogi das Cruzes, Brasil       | 10.000 saibro     | Monique Albuquerque     | Karen Castiblanco Aranza Salut                    | 3–6, 1–6           |

## Conquistas

### Simples
- 2011 - vencedora da sexta etapa do Circuito Feminino do Estado de São Paulo[4]
- 2012 - Challenger de Santiago (Copa BCi Providencia)[5]

### Duplas
- 2010 - Challenger de Campos do Jordão (ao lado da compatriota Fernanda Faria).[6]
- 2012 - Challenger de Montpellier , na França (ao lado da ucraniana Maryna Zanevska)[6]

### Honrarias
- 2013 - Fed Cup Heart Awards[7]